# Seyla Benhabib
Seyla Benhabib, född 9 september 1950 i Istanbul, är en turkisk-amerikansk feminist och filosof. Hon är professor vid Columbia Law School vid Columbia University.

## Biografi
År 1977 avlade Benhabib doktorsexamen vid Yale University. I sin forskning har hon influerats av bland andra Immanuel Kant, Friedrich Hegel, Jürgen Habermas och Hannah Arendt. Hon har särskilt intresserad sig för feministisk politisk filosofi, demokrati och diskursetik.